# Azure Striker Gunvolt
Azure Striker Gunvolt (蒼き雷霆 ガンヴォルト?, Armed Blue Gunvolt) è un videogioco del 2014 sviluppato e pubblicato da Inti Creates per Nintendo 3DS. Convertito per Microsoft Windows e distribuito tramite Steam, del gioco è stata realizzata una versione per Nintendo Switch dal titolo Azure Striker Gunvolt: Striker Pack contenente anche il suo seguito, Azure Striker Gunvolt 2 (2016). Nel 2017 è stato prodotto un OAV basato sul videogioco.

## Trama
In un'epoca futuristica, è stata scoperta l'esistenza di un nuovo tipo di esseri umani denominati "Adepti" e dotati di capacità paranormali, i Septima. Il gruppo Sumeragi iniziò subito a sfruttare gli Adepti con la scusa di aiutare il mondo per dominare tutto dall'ombra. Un gruppo di ribelli chiamato QUILL è intento a svelare la verità, anche se ciò significa essere ingiustamente etichettati come terroristi. Durante una missione, il QUILL ordina a un loro agente Adepto con il Septima "Tuono Azzurro" (controllo sull'elettricità), Gunvolt, di entrare in un treno merci di Sumeragi per distruggere la Musa, un programma informatico olografico, travestito come una ragazza e usato da Sumeragi come icona dell'azienda, ma le vere capacità della Musa sono quelle di ipnotizzare la gente con il suo canto.
Ma durante il tragitto incontra vari ostacoli, come il torturatore dell'azienda, Romeo, gli agenti e i droni dell'azienda. Ma, dopo aver saltato gli ostacoli e aver trovato la Musa, Gunvolt scopre che la Musa non è una macchina o un programma ma una ragazza, Joule, un'Adepta con il Septima "La Musa" che le consente di ipnotizzare la gente e di risvegliare i morti col suo canto, anche se ciò le costa convivere con una seconda personalità: Lumen, una materializzazione del suo Septima, dai modi maliziosi e con un carattere deciso e un po' sarcastico, del tutto opposto a quello di Joule, calma e tranquilla. Il capo del QUILL, Asimov, ordina a Gunvolt di ucciderla comunque. Gunvolt, disgustato, si rifiuta, preferendo separarsi dal QUILL e prendersi cura di Joule da solo per realizzare il sogno della ragazza: essere libera e poter cantare per tutti, senza inganni e costrizioni. Da lì in poi, Gunvolt continuerà a svolgere missioni con l'aiuto dei suoi due amici del QUILL, Moniqa e Zeno, lavorando però da solo e affrontando i Sette di Sumeragi, un gruppo di Adepti agli ordini di Sumeragi. Una notte, Gunvolt viene avvertito che Zeno è stato attaccato da uno dei Sette (Zonda) durante una missione. Gunvolt allora accorre e scopre che Zonda è stato ucciso da un ragazzo, un umano normale con una pistola che può riprodurre i Septima dei Sette di Sumeragi.
L'umano si mostra rancoroso e vendicativo, disposto a tutto per sterminare ogni singolo Adepto esistente e attacca Gunvolt. Gunvolt però vince e l'umano, dopo essersi presentato con il nome di Copen, se ne va. Gunvolt allora torna alle sue missioni e sconfigge tutti i Sette, compresa Elise, un'Adepta dotata di sdoppiamento della personalità, ma che, al contrario di Lumen, ha entrambe le personalità completamente materializzate e può utilizzare il Septima "Rinascita" per riportare in vita i morti. Una sera, tornando a casa, Gunvolt trova Joule, catturata da Merak, uno degli Adepti di Sumeragi, creduto morto come gli altri. Merak rapisce Joule e Gunvolt, inseguendolo, trova l'ascensore Babele, il modo di raggiungere la stazione spaziale Firmamento, covo del presidente dell'azienda. Gunvolt uccide Merak e, con l'aiuto di Moniqa e Zeno, bypassa i sistemi di Sumeragi ed entra nell'ascensore stellare, dove però incontra altri tre membri dei Sette, tornati in vita misteriosamente. Gunvolt li elimina e termina la salita nell'ascensore, arrivando alla stazione Firmamento e qui, viene scoperto l'arcano: Elise aveva ben tre personalità e una di loro, la più folle e pericolosa, era rimasta al sicuro, riportando in vita gli Adepti uccisi, comprese le altre due personalità. Gunvolt prova a combattere, ma Elise sembra invincibile, visto che le personalità possono riportarsi in vita a vicenda.
Gunvolt combatte finché non rimane la personalità folle, ma quando essa sta per usare il suo potere, degli strani proiettili attaccano Elise, distruggendola definitivamente in tutte e tre le personalità. Copen ha seguito Gunvolt dopo aver sviluppato un nuovo tipo di proiettile capace di neutralizzare i Septima degli Adepti temporaneamente, tratto dai poteri magnetici di Carrera, uno dei Sette. Copen tenta di sbarazzarsi di Gunvolt, ma perde e Gunvolt lo lascia esausto sul pavimento. Dopo una traversata all'interno di Firmamento, Gunvolt trova finalmente Joule, intrappolata all'interno di un macchinario sviluppato dal dr. Kamizono, il padre di Copen. Joule è ibernata all'interno del macchinario, mentre Lumen è ipnotizzata e tenuta sotto controllo da colui che è stato incaricato di studiare Joule, guidando dall'ombra i Sette: Nova, un Adepto con il Septima "Psicocinesi", la capacità di dominare l'energia oltre la materia fisica con la mente. Gunvolt lo sconfigge e allora, Nova si fonde con Joule e Lumen, grazie all'aiuto di tre Gladi, delle spade cibernetiche, create per contenere i poteri degli Adepti di Sumeragi. Nova si trasforma in un essere mostruoso e si proclama come un nuovo dio, pronto ad usare la sua forza onnipotente e il potere della Musa per ipnotizzare tutti gli Adepti del mondo e unirli in un nuovo, distorto Eden. Gunvolt però riesce a vincere e a sconfiggere Nova, portando in salvo Joule. Durante il ritorno però, accade l'imprevisto: Asimov, capo del QUILL, propone a Gunvolt e Joule di unirsi a lui e di usare i propri poteri per sterminare tutti gli esseri umani normali dalla faccia del pianeta. Gunvolt e Joule si rifiutano e allora, Asimov tenta di ucciderli con i proiettili anti-Septima della pistola di Copen, rubata a quest'ultimo. Asimov colpisce Gunvolt e Joule e la storia si divide in due finali:
- Finale Cattivo (Normale): Asimov uccide Gunvolt e Joule, riuscendo ad utilizzare Firmamento per sterminare i non-Adepti.
- Finale Buono (Se si equipaggia la collana fatta da Joule con le sette Gemme trovate nei livelli): Asimov uccide Gunvolt e Joule, ma Lumen fuoriesce dal corpo di Joule e vede Gunvolt a terra, con la collana di gemme. Lumen allora, decide di fondere il proprio spirito con quello di Joule ed entra nel corpo di Gunvolt, usando il proprio canto per rianimarlo. Gunvolt trova il corpo di Joule e si dispera, ma Lumen gli dice che non si deve preoccupare perché adesso lei e Joule vivono insieme in lui. Gunvolt allora si infuria e insegue Asimov per fermarlo. Durante il tragitto incontra Carrera, l'ultimo membro dei Sette rimasto in vita dopo il rituale di Elise. Gunvolt lo elimina e raggiunge Babele, dove trova Asimov, il quale, prima di combattere, rivela a Gunvolt che anche lui possiede il Septima "Tuono Azzurro". Gunvolt e Asimov lottano usando i loro "Tuoni Azzurri" e Gunvolt vince, eliminando Asimov una volta per tutte. Moniqa e Zeno intervengono per soccorrere Gunvolt, ma non sanno la verità e quando trovano il corpo di Asimov, rimangono allibiti. Cercano di chiedere spiegazioni a Gunvolt, ma lui non risponde, profondamente segnato dagli eventi, consolato solo da Lumen. Dopodiché, se ne va.